# 森田勝
森田 勝（もりた まさる、1937年（昭和12年）12月19日 - 1980年（昭和55年）2月24日）は、日本の登山家。

## 経歴
1937年12月19日、東京府北豊島郡（現在の東京都荒川区）に4人兄弟の長男として生まれた。
戦争中、埼玉県松伏に疎開、家族で自給自足生活に入った。小学校4年生の時に、母が死亡。父が再婚すると、野田の醤油工場に奉公に出される。中学校を卒業できないまま実家に戻り、父の下で金型工の見習いとなる。そのころブームになりつつあった登山を始めるようになる。
1959年に東京緑山岳会に入会。主に谷川岳でのクライミングにのめりこんで行く。金型工としての腕はあったが、山登りを優先し、職場を転々とする生活になった。
1966年、東京緑山岳会にも海外遠征の話が出始めた。目標が南米最高峰のアコンカグアと決まり、森田も強く参加を希望したが、必要な費用の工面ができずに参加できなかった。そこで、雪崩が頻発するため冬季登攀は不可能と見られていた谷川岳滝沢第三スラブ（三スラ）へ、岩沢英太郎との登攀を計画。これを危険過ぎると見なした東京緑山岳会から脱会を言い渡されるが、1967年2月24日午前に登攀を開始した。ビバークの後、翌2月25日、チリ雪崩、雪の中をオーバーハングを乗り切り、同日夕方に初登攀に成功した。
1969年、木村憲司らとヨーロッパへ初の海外遠征に参加した。冬の間に、アルプス三大北壁（アイガー・マッターホルン・グランド・ジョラス）を登攀するという挑戦的な試みだった。1970年1月19日、アイガー北壁に取り付くが、悪天候が続き苦戦した。1月25日、頂上まであと300mのところで木村憲司が転落。左足を骨折した。1月26日、ヘリコプターで木村憲司が救助された。残された4人で、チリ雪崩の中を掻い潜り1月27日午後2時に登頂に成功した。
しかし木村の救助費用223万円を支払うことができず、残り2つの登攀は断念して現地で金策に奔走することとなった。ようやく支払いの目途がつき帰国した同年3月18日には、別のパーティーが全員で無事にアイガー北壁の直登に成功。比較され、批判も受けることになった。
1972年、アルパイン・ガイド協会に入会。プロの登山家となる。1973年、第2次RCCのエベレスト遠征に参加。森田の推薦で、長谷川恒男も参加する。遠征の目的は、エベレスト南西壁からの世界初登頂、南西壁からの初降下、秋季初登頂の3つだった。森田は南西壁からの登攀隊長に選出される。しかし荷揚げのシェルパが雪崩に巻き込まれて遭難した上、悪天候が長期化し、物資の欠乏もあり南西壁からの登頂が困難になった。森田を含めた全メンバーが、ノーマルルート（東南稜）へ転進するか南西壁にとどまるかの選択を迫られた。森田らは、重広恒夫とともに南西壁からの登頂にこだわった。ノーマルルートには、加藤保男・石黒久のアタック隊とサポート隊（長谷川恒男ら）を行かせることに決定。加藤保男・石黒久は、秋季エベレスト初登頂に成功し、長谷川の頑張りによって、なんとか生還を果たす。森田隊は、重広恒夫が当時の南西壁ルートの最高到達点であった8,350 m地点まで到達するも、加藤保男らの救助のために大量の酸素ボンベを消耗したことで登攀続行が困難となり、登頂を断念した。
1974年、結婚した。山への情熱は衰えず、1977年、日本山岳協会によるK2登山隊に参加し、荷揚げ・ルート工作に携わった。8月2日、登頂メンバーが発表されるが、森田は第2次アタック隊にまわされる。第1次アタック隊でルートを開き、第2次隊で確実に登頂する計画だったとも言われているが、あくまでも一番にこだわる彼はそれを良しとせずに造反。体調を理由に下山してしまう。
1978年、長谷川恒男がアイガー北壁冬季単独登頂を世界で初めて成功させる。これにより長谷川は世界初のアルプス三大北壁の冬季単独登頂を達成するためにグランド・ジョラスを残すのみとなった。これを聞いた森田は、1978年12月8日、グランド・ジョラス北壁（ウォーカー側稜）、冬季単独登頂をねらいヨーロッパに向かった。翌年早々、アタックを開始するが、悪天候に阻まれた。2月になり長谷川恒男もドキュメンタリー映画の撮影隊を従えて、麓のシャモニーに入る。森田は、2月18日、再度アタック。その日の午後1時、休憩中にフックが外れ、50メートル落下した。4時間意識を失った後、激しい痛みで意識を取り戻すが、すでに夕刻になっていた。しかも左足骨折・胸部打撲・左腕も動かない状態だった。宙づりのまま、幻覚と戦いながら夜を明かし、翌日、右手・右足と歯で25メートルの決死の登攀を行い、6時間以上かけて荷物のあったテラスに戻った。そこでまた夜を明かし、翌日にフランス陸軍の山岳警備隊に、ヘリコプターによって救助された。2月25日、ライバルの長谷川恒男がグランド・ジョラス北壁に取り付いた。幻覚幻聴まで感じながら、長谷川は、3月4日、グランド・ジョラス北壁を征服。世界で初めて、アルプス三大北壁冬季単独登頂を達成した。長谷川を取材するために日本のマスコミが大挙してシャモニーに訪れ、同地で入院していた森田も取材を受けた。
帰国後、エベレスト登山隊への参加の話もあったが、K2での造反と骨折した左足にボルトが入っていることを理由にメンバー入りできなかった。
翌1980年の冬、森田はまだ左足にボルトが入ったままグランド・ジョラスを訪れた。森田の運営していた登山学校の村上文祐と2月19日登攀を開始したが、2月24日に行方不明となった。その後日本人アルピニストにより遺体が発見された。2月25日、山岳警備隊が遺体を回収。およそ800メートル転落、即死したとみられている。その遺体発見者は、村上が先に滑落していると思しき場面を目撃しており、森田は二人を繋ぐザイルを切ることなく村上を助けようと苦闘した結果ともに転落したのではないかと推察している。

## 主な登山・登攀歴
- 1967年2月25日 滝沢第三スラブ冬季初登攀。パートナー、岩沢英太郎
- 1969年3月11日 谷川岳コップ状壁ダイレクト初登攀。パートナー、小見山誓雄
- 1970年1月27日 アイガー北壁 冬季日本人初（ノーマルルート第2登）。パートナー、岡部勝・羽鳥祐治・小見山誓雄

## 関連書籍
- 藤木高嶺著『ああ南壁：第二次RCCエベレスト登攀記』（朝日新聞社,1974年）ISBN 412-202878-7
- 広島三朗著『K2登頂幸運と友情の山』（実業之日本社,1978年）ISBN 4-267-01065-X
- 塚本珪一著『K2より愛をこめて』（東京新聞出版局,1978年）
- 日本山岳協会日本K2登山隊編『白き氷河の果てに:K2登頂1977日本K2登山隊公式報告書』（講談社,1978年）
- 本田靖春著『K2に憑かれた男たち』（文藝春秋,1979年）ISBN 4-8451-0719-8
- 佐瀬稔著『狼は帰らず:アルピニスト・森田勝の生と死』[5]（山と渓谷社,1980年）ISBN 4-12-203286-5
- 加藤保男著『雪煙をめざして』（中央公論社,1982年）ISBN 4122009995
- 山際淳司著『山男たちの死に方：雪煙の彼方に何があるか-遭難ドキュメント』（ベストセラーズ,1984年）ISBN 4-12-204212-7
- 佐瀬稔著『長谷川恒男虚空の登攀者』（山と渓谷社,1994年）ISBN 4-12-203137-0
- 夢枕獏著『神々の山嶺(上・下)』（集英社,1997年）ISBN 4-08-747222-1,ISBN 4-08-747223-X

小説の主人公、羽生丈二のモデル。小説中には、K2での造反やグランドジョラスでの奇跡の生還も扱われている。
- 佐瀬稔著『残された山靴：志なかばで逝った8人の登山家の最期』（山と渓谷社,1999年）ISBN 4-635-17138-8
- 「異端の登攀者」刊行委員会編『異端の登攀者：第二次RCCの軌跡』（山と渓谷社,2002年）ISBN 4-635-17161-2

## 映画
- 『白き氷河の果てに』（1978年）監督：門田龍太郎 - 1977年のK2日本人初登頂（世界第二登）の記録映画。森田の造反シーンもある。